# Parafia św. Marii Magdaleny w Gorzanowie
Parafia św. Marii Magdaleny w Gorzanowie znajduje się w dekanacie bystrzyckim w diecezji świdnickiej. Była erygowana w XIV w. Jej proboszczem jest o. Radosław Zięzio SSCC.  

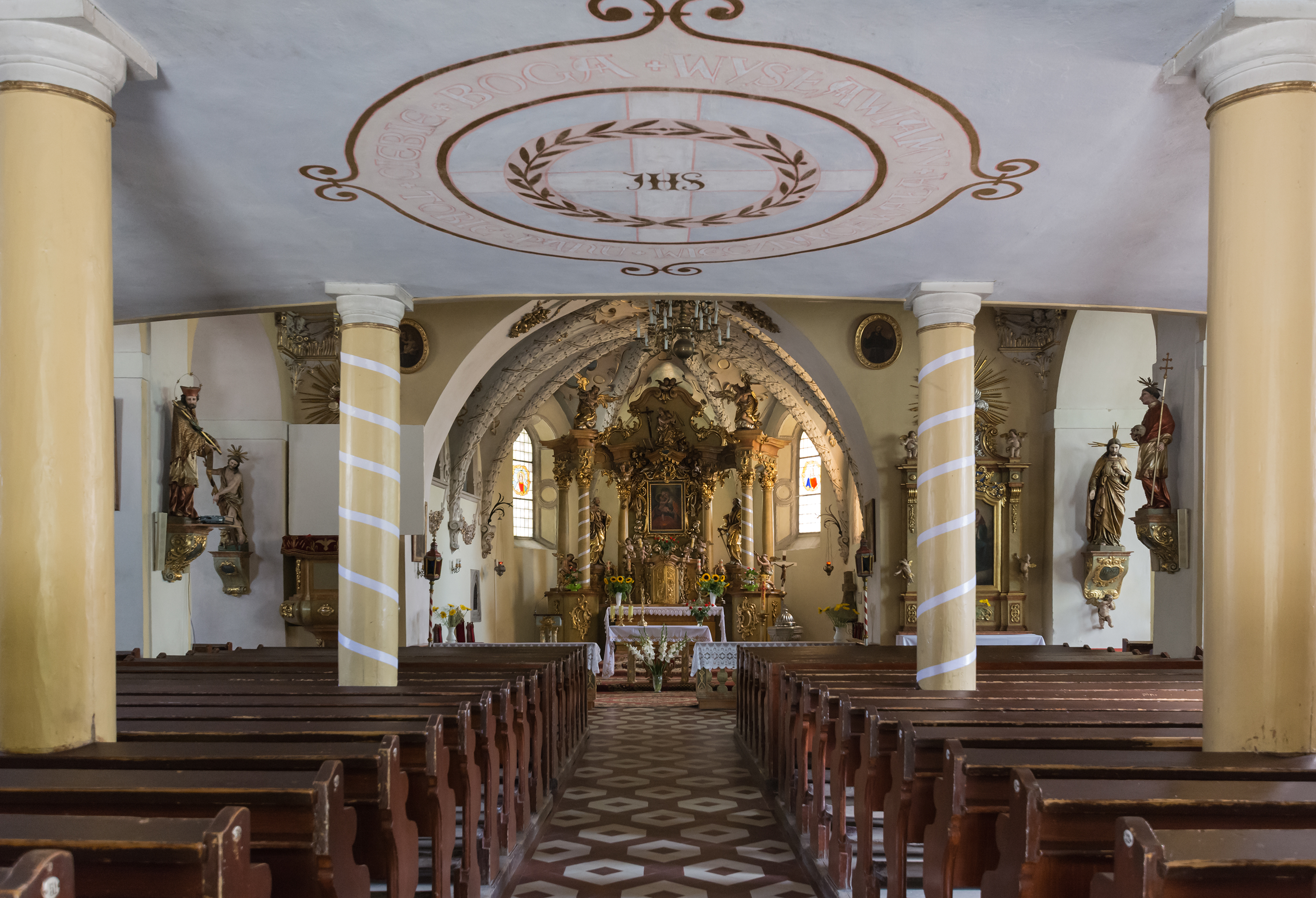
Wnętrze kościoła parafialnego